# Vicente Ballester Martínez
Vicente Ballester Martínez (Castelló de la Plana, Plana Alta, 20 de juny de 1980) és un ciclista valencià, professional des del 2004 fins al 2007.
El 2006 es va veure implicat en l'Operació Port, sent identificat per la Guàrdia Civil com a client de la xarxa de dopatge liderada per Eufemiano Fuentes amb el nom en clau Ballester. Vicente Ballester no fou sancionat per la Justícia espanyola en no ser el dopatge un delicte a Espanya en aquell moment, i tampoc va rebre cap sanció en negar-se el jutge instructor del cas a facilitar als organismes esportius internacionals (AMA, UCI) les proves que demostrarien la seva implicació com a client de la xarxa de dopatge.

## Palmarès
- 2003
  - 1r a la Ronda ciclista al Maestrat i vencedor d'una etapa
- 2004
  - Vencedor d'una etapa a la Volta a Lleó
- 2007
  - 1 a la Dunes del Corralejo
  - 3r a la Clàssica d'Almeria i vencedor de la Classificació del Sprints especials